# زمن الإخوان
زمن الإخوان هو برنامج تلفزيوني حواري قدمه المذيع اللبناني طوني خليفة في قناة القاهرة والناس في رمضان 2012.

## ضيوف الحلقات
- الحلقة 1: تقديم البرنامج
- الحلقة 2: عبد الرحمن يوسف
- الحلقة 3: مصطفى بكري
- الحلقة 4: سمية الخشاب
- الحلقة 5: رغدة
- الحلقة 6: صفوت حجازي (الجزء 1)
- الحلقة 7: صفوت حجازي (الجزء 2)
- الحلقة 8: أصالة نصري (الجزء 1)
- الحلقة 9: أصالة نصري (الجزء 2)
- الحلقة 10: عصام سلطان
- الحلقة 11: خالد يوسف
- الحلقة 12: درة
- الحلقة 13: طارق الزمر (الجزء 1)
- الحلقة 14: طارق الزمر (الجزء 2)
- الحلقة 15: علا غانم
- الحلقة 16: جورج إسحاق
- الحلقة 17: خالد الصاوي
- الحلقة 18:
- الحلقة 19:
- الحلقة 20:
- الحلقة 21:
- الحلقة 22:
- الحلقة 23:
- الحلقة 24:
- الحلقة 25:
- الحلقة 26:
- الحلقة 27:
- الحلقة 28:
- الحلقة 29:
- الحلقة 30:

## وقت العرض
بُث يوميا طيلة رمضان 1433هـ/2012م في 07:18 مساء واُعيد في 01:20 صباحا و10:30 صباحا و17:15 صباحا بتوقيت مصر.